# Martina Seifert
Martina Seifert (* 1964) ist eine deutsche Klassische Archäologin.

## Leben
Martina Seifert studierte Klassische Archäologie, Ur- und Frühgeschichte, Publizistik- und Kommunikationswissenschaften sowie Sozialwissenschaften. 1991 schloss sie mit der Arbeit Töpferöfen im Ägäischen Raum als Magistra Artium an der Universität Bochum ab, wo sie danach zwischen 1992 und 1994 Graduiertenstipendiatin war. 1992/93 weilte sie als DAAD-Stipendiatin zu Studienaufenthalten in der Türkei und nahm insbesondere an den Ausgrabungen in Milet teil. Mit der Arbeit Herkunftsbestimmung archaischer Keramik am Beispiel von Amphoren aus Milet wurde Seifert 1994 in Bochum promoviert. 
1996 wurde sie wissenschaftliche Assistentin an der Universität Hamburg, 2003 wissenschaftliche Mitarbeiterin ebenda. 2004 erfolgten in Hamburg mit der Arbeit Kinder und Jugendliche in griechischen Kulten und Festen. Die Darstellung von Altersklassen, Sozialisationsstufen und Geschlechterrollen auf attischen Bildträgern des 6. bis 4. Jh. v. Chr. die Habilitation und die Verleihung der venia legendi. Zwischen 2005 und 2008 lehrte Seifert als Oberassistentin an der Universität Bern und vertrat 2008/09 den dortigen Lehrstuhl. Zum 1. Januar 2010 wurde sie in Nachfolge von Burkhard Fehr auf eine Professur für Klassische Archäologie an die Universität Hamburg berufen, wo sie seither lehrt. 
2005 wurde Seifert mit dem Fischer-Appelt-Preises für herausragende Leistungen in der akademischen Lehre an der Hamburger Universität ausgezeichnet, 2016 erhielt sie den Preis der Claussen-Simon-Stiftung im Programm Unseren Hochschulen. Von 2012 bis 2016 war Seifert Vorsitzende des Deutschen Archäologen-Verbands und dadurch Kraft ihres Amtes Mitglied des erweiterten Vorstands des Deutschen Verbands für Archäologie.
Seifert beschäftigt sich vorrangig mit griechischer Keramik, insbesondere ihrer Herstellung, Funktion und Ikonografie, mit der antiken Festkultur, der Archäometrie und der daraus resultierenden Provenienzbestimmung, sowie der Siedlungs- und Hafenarchäologie („Kommunikationsraum Adria“ DFG SPP 1630). Archäologische Feldforschungen führt sie zusammen mit den dort tätigen Kollegen in Lilybaeum (Marsala) durch. Sie leitete Prospektionen in Myndos (Türkei), Los Bañales/Campo Real (Spanien), in der Pars Rustica der Villa von Otrang sowie in Rivenich (Deutschland). Seit 2013 unternimmt sie jährlich eine Fieldschool zur geophysikalischen Prospektion und Vermessung im Archäologischen Park von Xanten. Im Rahmen des Paphos Agora Project der Universität Krakau ist sie darüber hinaus seit 2015 in Nea Paphos auf Zypern tätig. Seit 2010 ist sie Mitherausgeberin der Zeitschrift Hephaistos, seit 2014 der Open-access Online-Zeitschrift Visual Past und seit 2015 der Reihe Gateways. Hamburger Beiträge zur Archäologie und Kulturgeschichte des antiken Mittelmeerraumes. Für das Künstlerlexikon der Antike hat sie diverse Beiträge verfasst.

## Schriften (Auswahl)
- Herkunftsbestimmung archaischer Keramik am Beispiel von Amphoren aus Milet  (= BAR International Series 1233). Oxford 2004, ISBN 1-84171-361-9
- Luristan. Blankwaffen der Bronzezeit. Bestandskatalog der Luristanwaffen im Deutschen Klingenmuseum. Deutsches Klingenmuseum, Solingen 2005, ISBN 3-930315-25-4.
- Komplexe Bilder (HASB Beiheft 5). Thurneysser, Berlin 2008, ISBN 978-3-939176-23-7
- Aphrodite. Herrin des Krieges, Göttin der Liebe. von Zabern, Mainz 2009, ISBN 978-3-8053-3942-1.
- mit Lambert Schneider: Sphinx, Amazone, Mänade. Bedrohliche Frauenbilder im antiken Mythos. Theiss, Stuttgart 2010, ISBN 978-3-8062-2226-5 (Archäologie in Deutschland, Sonderheft 2010).
- Dazugehören. Kinder in Kulten und Festen von Oikos und Phratrie. Bildanalysen zu attischen Sozialisationsstufen des 6. bis 4. Jahrhunderts v. Chr. Steiner, Stuttgart 2011. ISBN 978-3-515-09642-3.